# V-air Sound Special
V-air Sound Special（ブイエアー・サウンド・スペシャル）はエフエム山陰の番組やライブイベントで使用されるタイトルである。
最初利用されたのは、ファンキー稲田司会の「V-air Sound Special」（ブイエアー・サウンドスペシャル）であった。この番組を発展させ、カウントダウン番組だった「グルービー・エアー・プレイ（DJ：渡津クミ）」と統合させたものが、「V-air Sound Special FRIDAY COUNTDOWN HITS! 『フラカンHITS!!』」（ブイエアー・サウンドスペシャル・フライデー・カウントダウンヒッツ）である。担当は稲田茂と金盛つかさであった。
現在この名称の使用はライブイベントでの使用などの程度に留まっている。